# Nordkoreas administrative regioner
Nordkoreas administrative inddeling består af tre administrative niveauer. Den øverste niveau er ni provinser (do, Hangul: 도, Hanja: 道), to direkte styrede byer (chikhalsi Hangul: 직할시, Hanja: 直轄市) og tre administrative regioner. Andet og tredje administrative inddelinger er opdelte i flere mindre områder.
| 1                               | Pyongyang                      | 평양직할시       | 平壤直轄市       |
| -                               | Rasŏn                          | 직할시           | 羅先直轄市       |
| Regioner (T'ŭkpyŏl Haengjŏnggu) |                                |                  |                  |
| 2                               | Kaesŏng (industriregion)       | 개성공업지구     | 開城工業地區     |
| 3                               | Kŭmgang-san (turistregion)     | 금강산관광지구   | 金剛山觀光地區   |
| 4                               | Sinŭiju (administrativ region) | 신의주특별행정구 | 新義州特別行政區 |
| Provinser (do)a                 |                                |                  |                  |
| 5                               | Sydlige P'yŏngan               | 평안남도         | 平安南道         |
| 6                               | Nordlige P'yŏngan              | 평안북도         | 平安北道         |
| 7                               | Chagang                        | 자강도           | 慈江道           |
| 8                               | Sydlige Hwanghae               | 황해남도         | 黃海南道         |
| 9                               | Nordlige Hwanghae              | 황해북도         | 黃海北道         |
| 10                              | Kangwŏn                        | 강원도           | 江原道           |
| 11                              | Sydlige Hamgyŏng               | 함경남도         | 咸鏡南道         |
| 12                              | Nordlige Hamgyŏng              | 함경북도         | 咸鏡北道         |
| 13                              | Ryanggang                      | 량강도           | 兩江道           |

## Administration efter område

### Direkte selvstyret by
- P'yŏngyang direkte selvstyret by (P'yŏngyang Chikhalsi; 평양 직할시; 平壤直轄市) – byen er klassificeret som en direkte styret by og ikke en specialby. Nordkoreanske medier bruger begrebet «Pyongyang Chikhalsi» om byen. Andre og i hovedsagelig sydkoreanske kilder referer til byen som en specialby, men i nyere tid er dette ændret til direkte styret by.

### Specialby
- Rasŏn (Rajin-Sŏnbong T'ŭkpyŏlsi; 라선 (라진-선봉) 직할시; 羅先 (羅津-先鋒) 直轄市)
- Nampo specialby (Namp'o T'ŭkpyŏlsi; 남포특별시/南浦特別市) var en direkte styret by frem til 2004, men er nu en del af provinsen Sydpyongan. Specialby fra og med 2011 efter reorganisering.

### Specielle regioner
- Kaesong industriregion (Kaesŏng Kongŏp Chigu; 개성 공업 지구; 開城工業地區)
- Kumgang turistregion (Kŭmgangsan Kwan'gwang Chigu; 금강산 관광 지구; 金剛山觀光地區), dannet i 2004, siden der selvstyret
- Sinuiju speciel administrativ region (Sinŭiju T'ŭkbyŏl Haengjeonggu; 신의주 특별 행정구; 新義州特別行政區)

### Provinser
- Chagang (Chagang-do, 자강도; 慈江道)
- Nordhamgyong (Hamgyŏng-pukto, 함경 북도; 咸鏡北道)
- Sydhamgyong (Hamgyŏng-namdo, 함경 남도; 咸鏡南道)
- Nordhwanghae (Hwanghae-pukto, 황해 북도; 黃海北道)
- Sydhwanghae (Hwanghae-namdo, 황해 남도; 黃海南道)
- Kangwon (Kangwŏn-do, 강원도; 江原道)
- Nordpyongan (P'yŏngan-pukto, 평안 북도; 平安北道)
- Sydpyongan (P'yŏngan-namdo, 평안 남도; 平安南道)
- Ryanggang (Ryanggang-do, 량강도; 兩江道)

### Tidligere selvstyrede byer
- Chongjin by (청진시; 淸津市) var en direkte styret by men er nu en del af provinsen Nord-Hwanghae.
- Hamhung by (함흥시; 咸興市) var en direkte styret by frem til 1990-tallet, men er nu en del af provinsen Syd-Hamgyong.
- Kaesŏng by (개성시; 開城市) var en direkte styret by frem til 2003, men er nu en del af provinsen Nord-Hwanghae.